# Comunità della Paganella

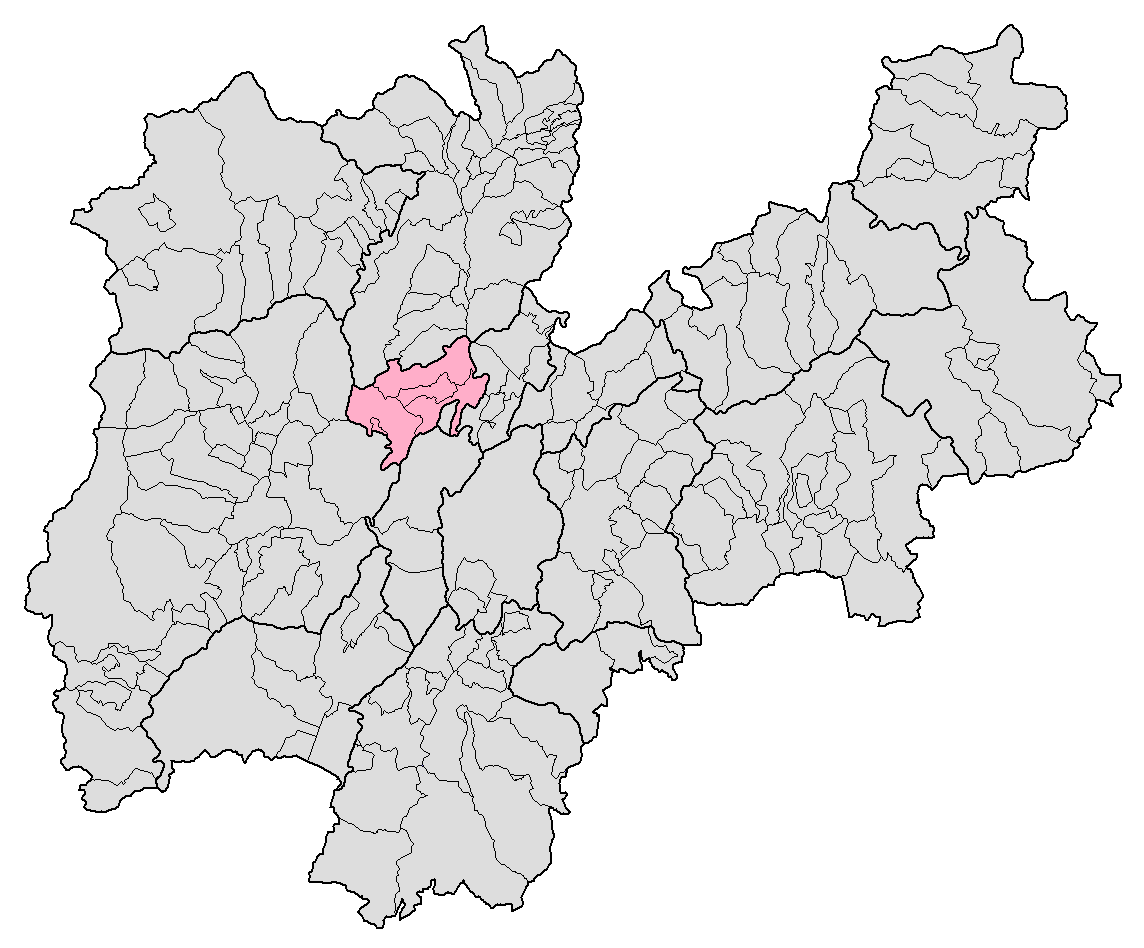
Lage der Comunità della Paganella in der Autonomen Provinz Trient

Die Comunità della Paganella (italienisch für Gemeinschaft der Paganella) ist eine Talgemeinschaft der Autonomen Provinz Trient. Der Gemeindeverband hat seinen Verwaltungssitz in Andalo.

## Lage
Die Talgemeinschaft Paganella liegt nordwestlich von Trient im westlichen Landesteil des Trentino. Sie liegt eingegrenzt zwischen dem Massiv der Paganella im Osten und der Brenta-Gruppe im Westen und erstreckt sich nördlich und südlich des Sattels von Andalo (1042 m s.l.m.). Im Süden bildet der Lago di Molveno die Grenze zu den Äußeren Judikarien. Nördlich von Andalo erstreckt sich die Talgemeinschaft vom Sporeggio-Tal bis zum Fluss Noce, wobei das vom Sporeggio durchflossene Tal geographisch bereits zum Nonstal gehört. Im Nordosten grenzt die Talgemeinschaft mit der über dem Etschtal gelegenen Gletscherterrasse von Fai della Paganella an die darunter gelegene Piana Rotaliana, während sie im Südosten an dem bereits zur Talgemeinschaft Valle di Laghi gehörenden Massiv der Paganella grenzt. Die Cima Brenta mit 3157 m s.l.m. in der zum UNESCO-Welterbe Dolomiten gehörenden Brenta bildet den höchsten Punkt in der Talgemeinde, während der niedrigsten am Noce mit etwa 270 m s.l.m. liegt. Die Talgemeinschaft hat eine Gesamtfläche von 97,85 km².

## Gemeinden der Comunità della Paganella
Zur Talgemeinschaft Paganella gehören folgende fünf Gemeinden:
| Wappen | Gemeinde            | Bevölkerung | Höhe   | Fläche | Lage |
| ------ | ------------------- | ----------- | ------ | ------ | ---- |
|        | Andalo              | 1.189       | 1040 m | 9,81   | ⊙    |
|        | Cavedago            | 578         | 864 m  | 9,96   | ⊙    |
|        | Fai della Paganella | 933         | 958 m  | 12,15  | ⊙    |
|        | Molveno             | 1.132       | 864 m  | 34,12  | ⊙    |
|        | Spormaggiore        | 1.258       | 565 m  | 30,2   | ⊙    |

Bevölkerung (Stand 31. Dezember 2023)
Fläche in km²

## Schutzgebiete
Auf dem Gebiet der Talgemeinschaft Paganella befinden sich fünf Natura 2000 Schutzgebiete sowie Teile des Naturparks Adamello-Brenta.